# Hottot-les-Bagues
Hottot-les-Bagues è un comune francese di 483 abitanti situato nel dipartimento del Calvados nella regione della Normandia.

## Società

### Evoluzione demografica
Abitanti censiti